# Rödingsmarkt station
 Rödingsmarkt station tillhör Hamburgs tunnelbana  och ligger på linje U3. Stationen ligger utomhus i Altstadt på en viadukt som sträcker sig längs hamnen fram till Landungsbrücken station. Stationen är centralt placerad och ligger i närheten av Heiligengeistbrücke. I närheten finns S:t Nikolai-kyrkan samt historiska byggnader vid Nikolaifleet samt Deichstrasse.

## Bilder

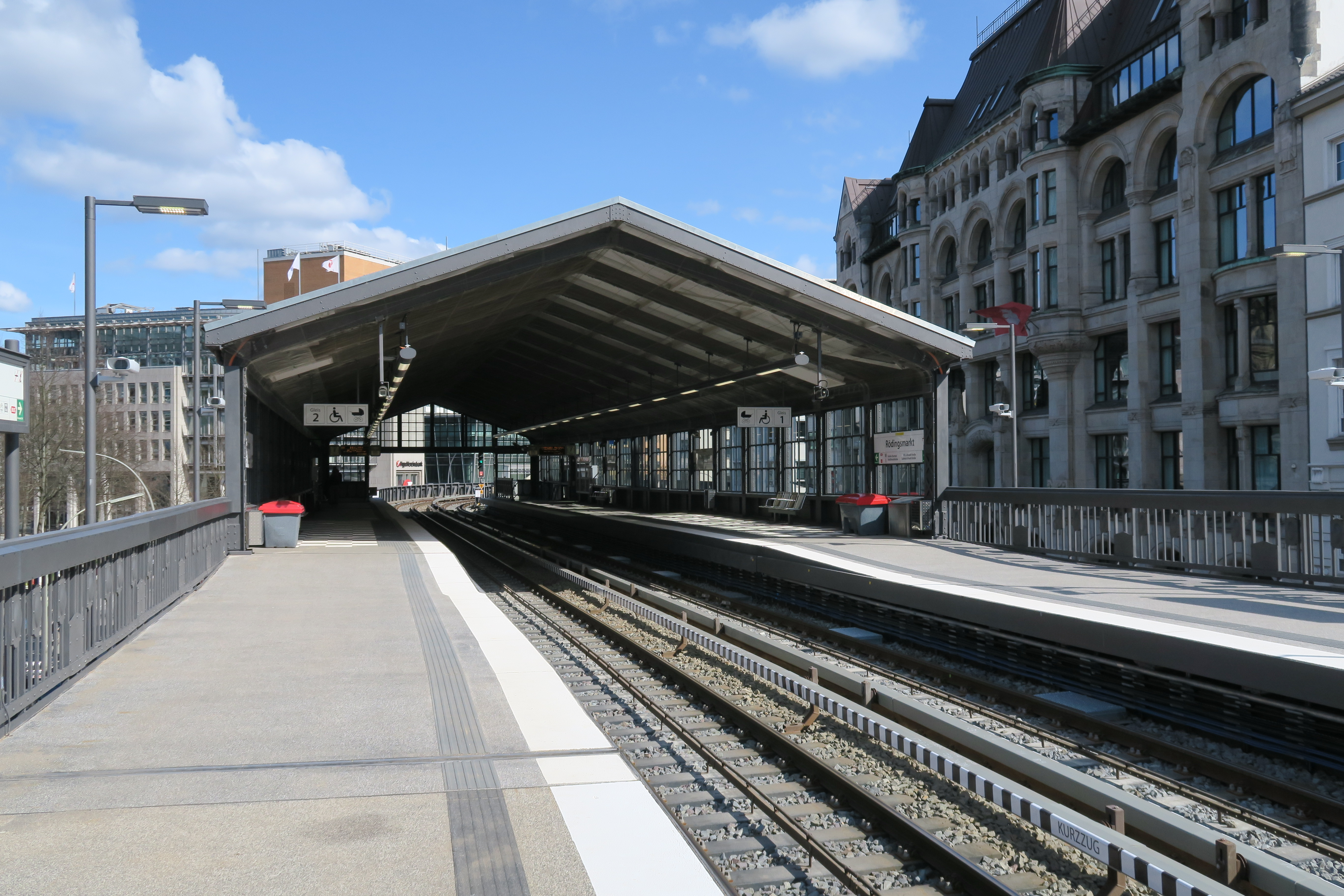
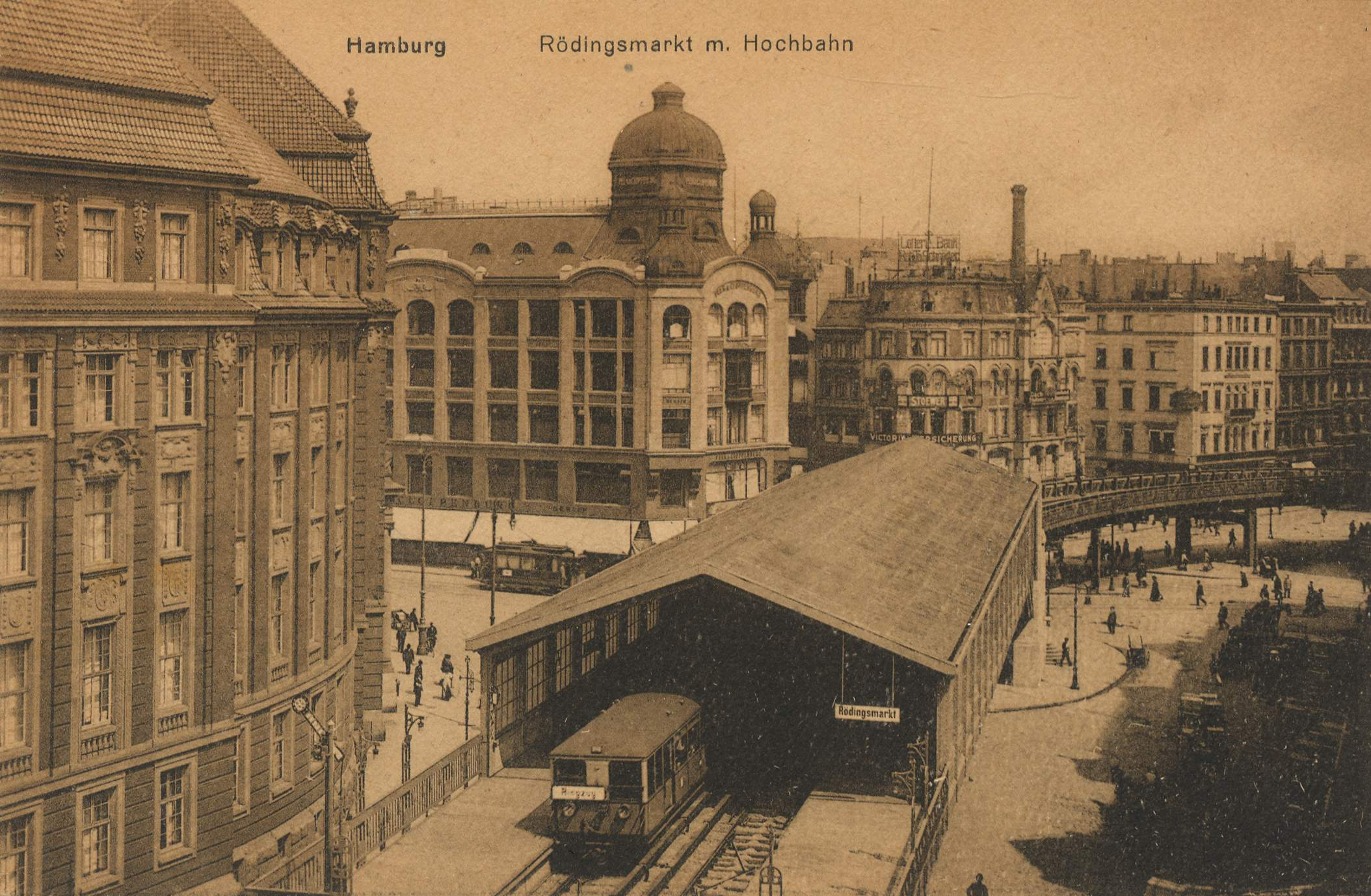
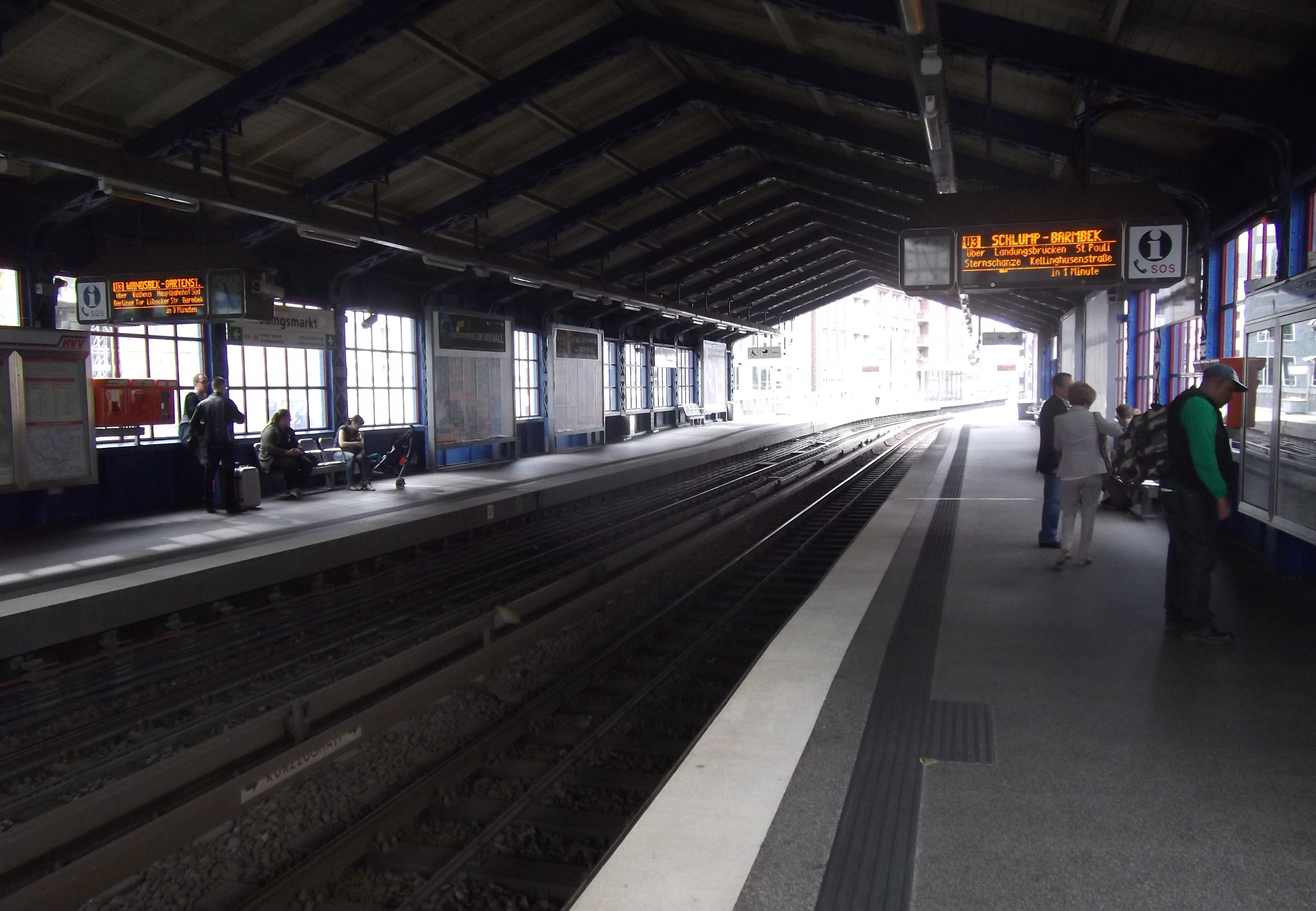
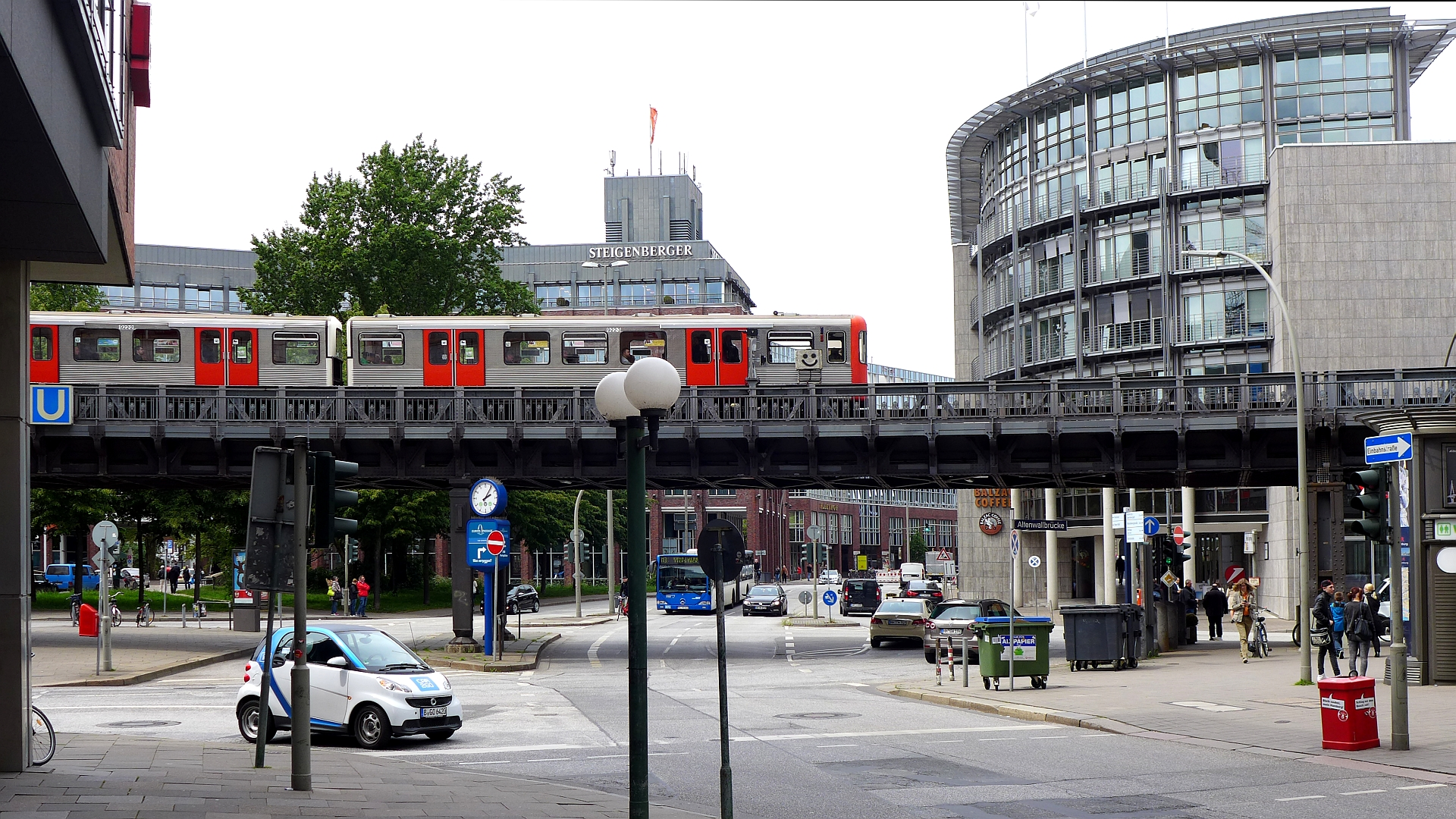
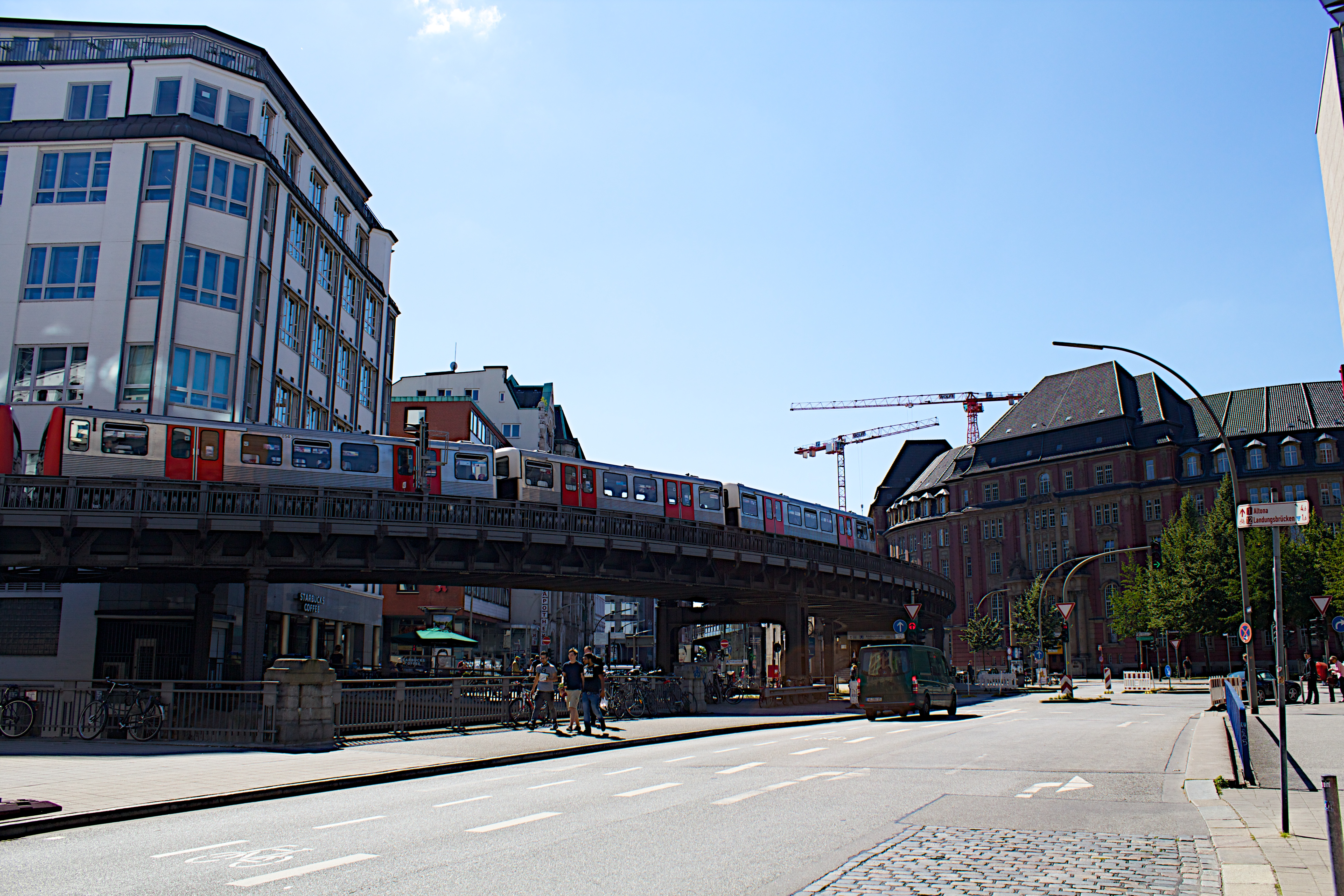
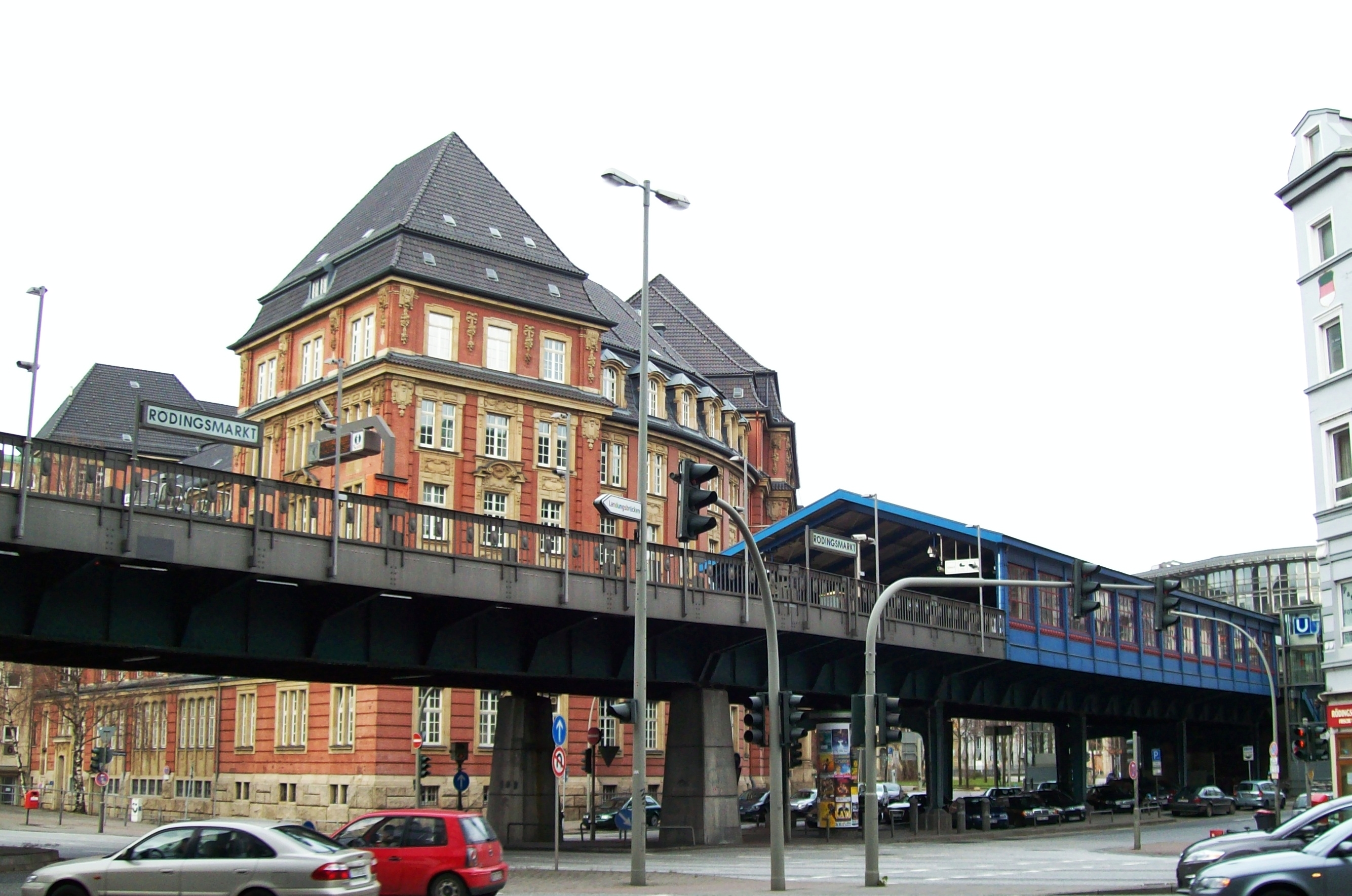